# Amana kuocangshanica
Amana kuocangshanica là một loài thực vật có hoa trong họ Liliaceae. Loài này được D.Y.Tan & D.Y.Hong mô tả khoa học đầu tiên năm 2007.